# فيونا سميث
فيونا سميث (بالإنجليزية: Fiona Smith) هي لاعبة كرة الريشة بريطانية، ولدت في 13 نوفمبر 1963 في فارنبوروغ في المملكة المتحدة.

## وصلات خارجية
- فيونا سميث على موقع BWF.tournamentsoftware.com (الإنجليزية)
- فيونا سميث على موقع BWFbadminton.com (الإنجليزية)
- فيونا سميث على موقع اتحاد ألعاب الكومنولث (مؤرشف) (الإنجليزية)